# یون کی-سوک
یون کی-سوک (انگلیسی: Yoon Ki-sook؛ زادهٔ ۱ ژانویه ۲۰۰۰) یک بازیکن پینگ‌پنگ اهل کره جنوبی است.